# 로비 (영화)
로비(LOBBY)는 2025년에 개봉 예정인 대한민국의 영화이다. 감독은 하정우가 맡았다.

## 등장인물
- 하정우 : 윤창욱 역
- 김의성 : 최우현 역
- 강해림 : 진세빈 역
- 이동휘 : 박용훈 역
- 박병은 : 손광우 역
- 강말금 : 조향숙 역
- 시원 : 마태수 역
- 차주영 : 다미 역
- 박해수 : 골프장 대표 역
- 곽선영 : 김 이사 역
- 현봉식 : 가르시니 신부 역
- 엄하늘 : 호식 역
- 김종수 : 미래모터스 대표 역
- 이지훈 : 김광국 역
- 정예진 : 여동생 역
- 유승목 : 경기과장 역
- 박경혜 : 정숙 역
- 이수인 : 은정 역
- 김민 : 한 대리 역
- 성동일 : 전세빈 부 역 (특별출연)

## 참고 사항
- 최시원은 영화 촬영을 위해 40일 동안 수염을 길렀다고 한다.
- 차주영의 스크린 데뷔작이다.